# Sistotrema intermedium
Sistotrema intermedium é uma espécie de fungo pertence à família Hydnaceae.